# Ausztrália vízrajza

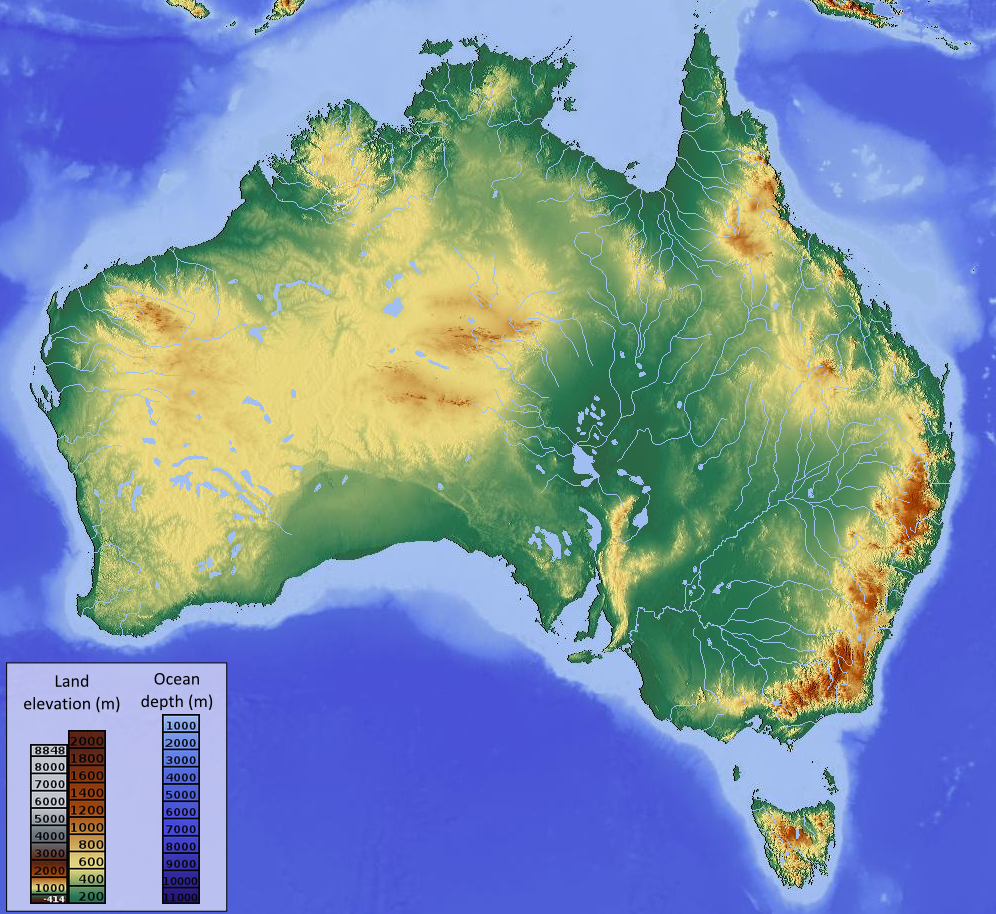
Ausztrália hegy- és vízrajzi térképe

Ausztrália 12 nagy vízgyűjtő területe az ausztrál Bureau of Meteorology térképe szerint

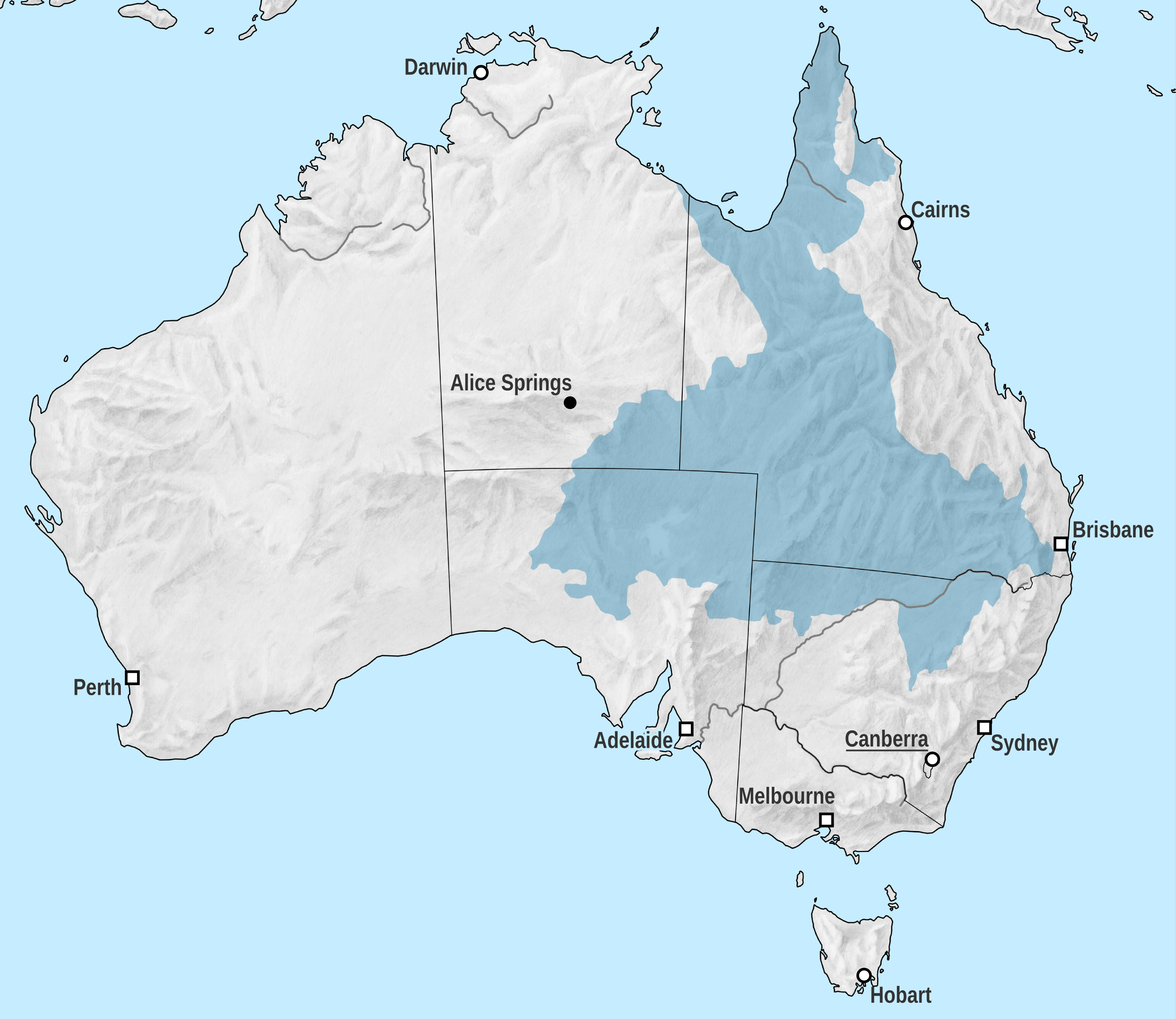
A felszín alatti vizeket tartalmazó Nagy-Artézi-medence

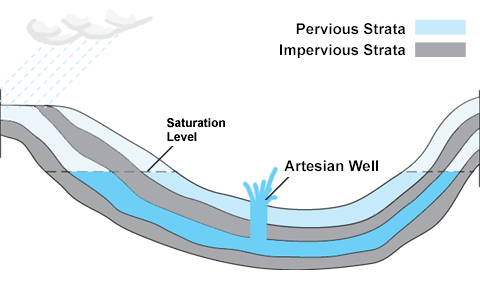
Egy artézi medence, szinklinális sémája geológiai rétegekkel és artézi kúttal

Ausztrália vízrajzát alapvetően határozza meg az a tény, hogy ez a legszárazabb kontinens. Emellett domborzata is kedvezőtlen a vizek megtartása szempontjából. A partok közelében magasodó hegyeire hulló csapadékot a rövid lefutású folyók visszavezetik a tengerbe. A kevés nagyobb vízfolyás csak keleten, a Nagy-Vízválasztó-hegység csapadékos lejtőjéről szállítja a vizet az alföldek, illetve a tengerpart felé. Legnagyobb tava a sós Eyre-tó, melynek területe állandóan változik. A szárazföld nagy része lefolyástalan, ezeknek a területeknek a ritka tavai, mocsarai gyakran sósak. A földrész klímája a jelentős szélességkülönbség miatt ugyan változatos, mégis nagy területeken sivatagi vagy félsivatagi jellegű. Az egész kontinens átlagos évi csapadékmennyisége 420 mm, ebből azonban csak 50 mm marad felszíni lefolyásra, mert a párolgási és a beszivárgási veszteség 370 mm.

## A földrész vízrajzának történeti alakulása
Ausztrália folyóvölgyeinek néhány eleme a paleozoikumig is visszavezethető. A Yilgarn-kraton felszínének széles völgyei már ekkor kialakultak. de a perm kori eljegesedés nagyrészt átalakította ezt az ősi vízrendszert. Jelenleg e völgyeket üledék borítja, időszakos sós tavak láncolata jelzi futásukat. Ezek a völgyek a két földrész szétválásáig valószínűleg a mai Antarktisz területén is folytatódtak. A kréta kori tengeri elöntés területein később az idősebb vidékekről érkező folyók új medreket alakítottak ki a regressziót követő időkben. Ugyanez a jelenség zajlott le a harmadidőszaki tengeri üledékek még később szárazulattá váló térszínein. Közép-Ausztráliában a folyórendszer már csak a kréta korból származik, sőt a hegységekben, így Alice Springs környékén sok a még fiatalabb völgy és a kaptúra is.
A Nagy-Artézi-medence felszín alatti vizeinek és a Murray-medencének az elkülönülését főleg a Grey-hegység, illetve a felszín alatt kiemelkedő vízzáró formációk okozták. A medence főfolyója fiatalabb, viszont a mellékfolyóinak vannak idősebb – kréta, sőt a perm kori – szakaszai is.

## Szárazság és árvizek
Az óriási változékonyságú csapadék és a csekély lefolyás okozza Ausztrália hidrológiai szélsőségeit. A vízfolyások többsége csak jelentős csapadék után szállít vizet. Az egyik legnagyobb folyó, a Darling torkolatánál is végletesen ingadozik az évi vízhozam. A hirtelen jött esők nyomán kialakuló áradások gyakran több kárt okoznak, mint az állandó szárazság. Különösen nagyok lehetnek az árvízkárok Queensland és Új-Dél-Wales óceáni partvidékein egy-egy ciklon felhőszakadása után.
Az európai bevándorlók legeltető állattenyésztése és földművelése az eredeti erdős-ligetes vegetációt jelentős mértékben kiirtotta. Ez átalakította a hidrológiai viszonyokat is: a csapadék talajba szivárgásának csökkenése a lefolyás mennyiségének növekedéséhez a talajerózió fokozódásához vezetett. Ausztrália szinte bármelyik vidékén
előfordulnak ritka, de nagy intenzitású esők, amelyek kedvezőtlen természeti (lejtőviszonyok, gyenge talajok) és helytelen földművelési viszonyok között erős talajeróziót és szikesedést okozhatnak. E károk ellen a talajművelés változtatásával, helyenként újraerdősitéssel igyekeznek védekezni. A megnövekedett árvízveszély különösen a keleti-délkeleti részek völgyeiben okozott nagy gondokat, mivel házak tízezrei épültek ártéren.

## Vízgyűjtők
Ausztráliában Tasmaniával együtt 13 különböző nagy vízgyűjtőt tartanak számon. Ebből csak nyolcnak van lefolyása van az óceánokba, ezek sem mind állandóak. Együttes területük a szárazföld 51,5%-a, a további 48,5% lefolyástalan. 
A kontinens legnagyobb vízrendszerét (a vízgyűjtők térképén MDB, Murray-Darling Basin) alkotó a Murray–Darling folyók vize eléri ugyan a tengert, de a vízgyűjtőn lehulló összes csapadéknak csak kis része jut el az óceánig. Az alföld szélsőséges vízjárású folyói a Nagy-Vízválasztó-hegységből erednek. A csapadékhiányos alföld öntözése céljából nagy csatornarendszereket építettek ki, közülük a legnagyobb a Snowy-hegység hatalmas vízenergia- és öntöző rendszere, a Snowy Mountains Scheme. Ez a vízválasztó keleti oldalán a tengerbe futó vizek egy részét tereli át a nyugati lejtőre, a szárazabb vidékek felé.
Az Eyre-tó medencéje (a vízgyűjtők térképén LEB, Lake Eyre Basin) időszakosan működő vízhálózattal rendelkező tipikus belső lefolyású terület.

### Folyók
Ausztrália folyóit három típusra osztják:
- állandó vízfolyások
- időszakos, évszakhoz kötődő vízfolyások
- rendszertelen vízfolyások.

Az állandó vízfolyásnál sokkal gyakoribb az időszakos vagy rendszertelen folyó. Ezek nem vájtak mély medret maguknak, a ritka csapadékos időszakokban kilépnek széles, lapos medrükből (melyek helyi neve creek) és nagy területeket árasztanak el. Hidakat sem építenek a ártér fölé, az autóutak a mederben folytatódnak; a ritka árvizek idején azokat lezárják.
Ausztrália folyói közül fontosságban messze kiemelkedik a Murray és a Darling folyók vízrendszere.

### Tavak
Ausztrália állóvizeit is három csoportra lehet osztani:
- állandó vizű tavak
- változó vizű tavak
- tengerparti lagunák.

Kevés az állandó vizű természetes tó, ezek is főleg a csapadékos keleti hegyvidéken fordulnak elő. Sokkal gyakoribb a száraz évszakban sós mocsárrá változó vagy teljesen kiszáradó időszakos tó. A legnagyobb a sekély Eyre-tó, aminek területe szélsőségesen csapadékos években tízszerese is lehet a szárazság idején tapasztaltnak. A jégkorszakokkal összefüggő legutolsó esős klímakilengés (pluviális) idején vízszintje mintegy 60 m-rel állt a mai (-12 m) felett, és területe meghaladhatta a 100 000 km--t. Ekkor valószínűleg magába olvasztotta a Frome-tavat (2400 km²), sőt talán a Torrens-tavat (3700-5000 km²) is, amelyen keresztül lefolyása is lehetett a Spencer-öbölbe.

## Felszín alatti vizek
A rendkívül száraz Ausztráliában nagyon fontosak a felszín alatti vizek. A feltérképezett hét fontosabb artézi medence a szárazföld területének mintegy egyharmadára terjed ki. Közülük hat kisebb a tengerpartok közelében alakult ki, de a legfontosabb, az 1,75 millió km² kiterjedésű Nagy-Artézi-medence a kontinens belső részén fekszik. A terület lényegében véve egyetlen hatalmas szinklinális, teknőszerű geológiai képződmény, amelynek alapzatát a Gondwana ősi kőzetei képezik. Lassú süllyedése a jurában indult, és még a harmadidőszakban is tartott. Egymást váltó homokkő- és agyagrétegek települtek egymásra, majd a miocénban még egy vastag vízzáró agyagréteg rakódott le. A vízhordozó rétegekben a teknő aljára szivárog a peremterületeken hulló csapadék.
A medence belsejében a víztároló  rétegek a tengerszintnél mélyebben fekszenek, a határain azonban a magasba emelkednek. A mély rétegekből a hidrosztatikai nyomás a kutakban a vizet a felszínre hajtja. Az artézi medencék vizei változó mennyiségben sókat (nátrium-klorid, -karbonát és -szulfát) tartalmaznak, a hőmérsékletük is magas lehet. A gyengén sós vizek még alkalmasak az állatok itatására, de öntözésre nem használhatók.
Az artézi vizek felhasználása során figyelembe kell venni, hogy az utánpótlás hosszú időt vesz igénybe. A kissé csapadékosabb peremterületekről ugyanis általában csak lassan jut el a kitermelés helyére az újabb víz. A vízkivétel így nagyobb lehet az utánpótlásnál. A Nagy-Artézi-medence egyes részeiben 1881-től jelentősen csökkent a nyomás,  sok kútból csak szivattyúzással emelhető ki a víz. Ezért ma már szigorúan szabályozzák a vízkivételt.